# Strachoňovice
Strachoňovice (německy Strachonowitz) jsou obec v okrese Jihlava v Kraji Vysočina. Leží v Dačické sníženině pod vrchem Oleška na toku potoka Ochozína, pramenícího nad obcí a vlévajícího se do Moravské Dyje. Žije zde 92 obyvatel.

## Název
Jméno Strachoňovice vzniklo přiřazením koncové přípony -ovice k osobnímu jménu Strachoň. Toto jméno je zřejmě odvozeno od staročeského jména Strachkvas, Strachuj nebo Strachota. Slovo Strachoňovice tedy znamená ves lidí Strachoňových. Již od nejstarších záznamů se vyskytuje latinsko-německá forma tohoto názvu, Strachonowitz, pouze v záznamech z 19. století se objevuje forma Strachonice nebo Strachomice.

## Historie

### Starší dějiny
Strachoňovice jsou poměrně starou obcí, první zmínky o ní pocházejí z roku 1353 (Strachonowycz), kdy Bohunek z Volfířova dal zapsat polovinu této obce Martinovi z Mutic, purkrabímu na hradě Roštejn. Od roku 1390, kdy byla prodána Jindřichovi z Hradce, majiteli Telče, až do roku 1849 pak byla ves součástí telčského panství a sdílela jeho osudy.
V držení pánů z Hradce zůstalo toto panství až do vymření jejich rodu po meči – k tomu došlo v roce 1604, kdy panství přechází na Slavaty z Chlumu a Košumberka. V jejich držbě je do roku 1691, kdy poslední potomek rodu, Jan Karel Jáchym Slavata, odmítl převzít rodové dědictví a celé panství se dostalo do rukou rodu Lichtenstein-Castelcorn. O sedmdesát let později, tedy roku 1761, se panství přesunulo do vlastnictví Podstatských-Lichtensteinů. V jejich rukou pak majetek zůstal až do roku 1945, kdy bylo celé panství na základě dekretů prezidenta republiky zkonfiskováno a přešlo do rukou státu.

### Vývoj obce ve 20. století
Ve 2. polovině 19. a v 1. polovině 20. století se většina obyvatelstva obce živila zemědělstvím. V roce 1900 byla výměra hospodářské půdy obce 422 ha. Obec byla elektrifikována připojením na síť ZME Brno roku 1941. JZD vzniklo v 50. letech 20. století, roku 1973 bylo sloučeno do JZD Černíč. Nyní převládající zaměstnání: zemědělství, v obci pila a klempířství.
V roce 1980 byla obec připojena ke střediskové vsi Radkov.[zdroj⁠?!] Od roku 2003 spadají pod pověřený městský úřad v Telči v samosprávném Kraji Vysočina.

## Popis
V typologii vesnických sídel patří Strachoňovice mezi smíšené návesní obce. Vesnice se rozrůstala kolem návsi, která má obdélníkový tvar se zaoblenými rohy. V minulosti se ve středu obce nacházely dva rybníky, jeden z nich byl z důvodu zanášení kolem roku 1965 vysušen. V centru obce dnes stojí budova obecního úřadu, jednotlivé domy jsou situovány oválně kolem návsi. V současnosti je ze 42 domů s popisnými čísly 1–45 trvale obydleno 25 domů, 8 je používáno především k rekreaci a zbývající jsou trvale neobydlené.
Do vsi, resp. ze vsi, vedou a i v minulosti vedly dvě hlavní a jedna vedlejší cesta, vycházející z návsi směrem na okolní vesnice. První z hlavních cest přichází do obce ze severozápadu, od obce Radkov přes lokalitu Vohoř. Druhá hlavní cesta vychází z obce směrem na jih, ke spojnici mezi obcemi Slaviboř a Dolní Vilímeč. Třetí, vedlejší, cesta spojuje Strachoňovice přímo s obcí Dolní Vilímeč.

## Přírodní poměry
Nachází se sedm kilometrů severovýchodně od Dačic a pět kilometrů jihovýchodně od Telče. Geomorfologicky je oblast součástí Křižanovské vrchoviny a na rozmezí jejích podcelků Dačická kotlina a Brtnická vrchovina, v jejíž rámci spadá pod geomorfologický okrsek Markvartická pahorkatina. Průměrná nadmořská výška činí 513 metrů. Nejvyšší bod o nadmořské výšce 580 metrů stojí v severním cípu katastru. Obcí prochází potok Ochozín, část západní hranice tvoří Moravská Dyje.

## Obyvatelstvo
Podle sčítání 1930 zde žilo v 32 domech 143 obyvatel. 142 obyvatel se hlásilo k československé národnosti. Žilo zde 143 římských katolíků.
| Rok            | 1869 | 1880 | 1890 | 1900 | 1910 | 1921 | 1930 | 1950 | 1961 | 1970 | 1980 | 1991 | 2001 | 2011 | 2021 |
| -------------- | ---- | ---- | ---- | ---- | ---- | ---- | ---- | ---- | ---- | ---- | ---- | ---- | ---- | ---- | ---- |
| Počet obyvatel | 168  | 177  | 159  | 165  | 150  | 165  | 143  | 133  | 143  | 132  | 97   | 95   | 82   | 82   | 93   |
| Počet domů     | 30   | 31   | 31   | 32   | 32   | 33   | 32   | 40   | 35   | 31   | 28   | 35   | 43   | 43   | 43   |

## Obecní správa a politika
Od 1. ledna 1986 do 31. prosince 1991 byly částí Telče, 1. ledna 1992 se opět osamostatnily.

### Politika
Obec má pětičlenné zastupitelstvo, v jehož čele stojí starosta František Bartík.
Strachoňovice je členem Mikroregionu Telčsko a místní akční skupiny Mikroregionu Telčsko.
| Období    | Voliči | Účast v % | Mandáty | Výsledky | Starosta         |
| --------- | ------ | --------- | ------- | -------- | ---------------- |
| 2010–2014 | 67     | 68,66     | 5       | 5 SNK 1  | František Bartík |
| 2014–2018 | 68     | 51,47     | 5       | 5 SNK I. | František Bartík |

## Hospodářství a doprava
Obcí prochází silnice III. třídy č. 40618 do Radkova. Dopravní obslužnost zajišťuje dopravce ICOM transport. Autobusy jezdí ve směrech Telč, Černíč, Myslůvka a Řásná. Obcí prochází cyklistická trasa č. 5124 z Černíče do Dolní Vilímče.

## Pamětihodnosti
- Boží muka u silnice